# Virginia Slims of San Diego 1986
Virginia Slims of San Diego 1986 — жіночий тенісний турнір, що проходив на відкритих кортах з твердим покриттям San Diego Hilton Beach & Tennis Resort у Сан-Дієго (США) в рамках Світової чемпіонської серії Вірджинії Слімс 1986. Відбувсь утретє і тривав з 28 липня до 3 серпня 1986 року. Несіяна Мелісса Гарні здобула титул в одиночному розряді.

## Фінальна частина

### Одиночний розряд
Мелісса Гарні —  Стефані Реге 6–2, 6–4
- Для Гарні це був 2-й титул в одиночному розряді за рік і за кар'єру.

### Парний розряд
Бет Герр /  Алісія Молтон —  Еліз Берджін /  Розалін Феербенк 5–7, 6–2, 6–4